# Virgilio Salimbeni
Pour les articles homonymes, voir Salimbeni.
Virgilio Salimbeni, né le 27 mai 1922 à Lainate en Lombardie et mort le 30 octobre 2011 à Seveso en Lombardie, est un coureur cycliste italien, professionnel de 1947 à 1956.  

## Palmarès
- 1947
  - Trophée Matteotti
- 1948
  - Coppa Bernocchi
  - Circuit du Cantal
  - Milan San-Pellegrino
  - 6e étape du Tour de Belgique indépendants
- 1949
  - Tour d'Émilie
  - Tour du Latium à étapes
  - 2e de la Coppa Placci
  - 3e du Tour des Trois Mers
- 1950
  - 6e de la Coppa Bernocchi
  - 3e du Trophée Baracchi avec Giorgio Albani
- 1952
  - Trophée Banfo
  - 10e de la Coppa Bernocchi
- 1954
  - 2e du Grand Prix Ceprano

## Résultats sur les grands tours

### Tour de France
- 1948 : abandon (1re étape)
- 1950 : abandon (12e étape)
- 1951 : 54e

### Tour d'Italie
6 participations
- 1948 : 14e
- 1950 : 23e
- 1951 : 18e
- 1952 : 45e
- 1953 : 56e
- 1954 : abandon